# James Gunn
För andra betydelser, se James Gunn (olika betydelser).
James Edwin Gunn, född 12 juli 1923 i Kansas City, Missouri, död 23 december 2020 i Lawrence, Kansas, var en amerikansk science fictionredaktör, författare, forskare och antologiredaktör. Hans Road to Science Fiction-böcker anses vara hans viktigaste verk inom facklitteraturen. Han belönades 1983 med  Hugopriset för en icke-skönlitterär bok,  Isaac Asimov: The Foundations of Science Fiction.  Han utsågs 2007 till Damon Knight Memorial Grand Master av Science Fiction and Fantasy Writers of America.
James Gunn var professor emeritus i engelska och chef för Center for the Study of Science Fiction, på University of Kansas.

## Biografi
Gunn låg i den amerikanska flottan under andra världskriget och tog därefter en Bachelor of Science i journalistik och en Masters of Arts i engelska på University of Kansas. Han började undervisa i engelska vid samma universitet, med science fiction och skönlitterärt skrivande som specialitet. Han är numera professor emeritus och chef för Center for the Study of Science Fiction, som varje år i juli delar ut John W. Campbell Memorial Award för bästa roman och Theodore Sturgeon Memorial Award på Campbell Conference i Lawrence, Kansas. 
Han har varit ordförande för Science Fiction Writers of America åren 1971–1972 och var ordförande för Science Fiction Research Association åren 1980–1982. SFWA gav honom hedersutmärkelsen Grand Master of Science Fiction 2007.

## Skrivande
Gunn inledde sin karriär som science fiction-författare 1948. Nästan 100 av hans berättelser har publicerats i tidningar och antologier och han har skrivit 26 böcker och varit redaktör för 10. 
1996 gjorde han en roman av det oproducerade Star Trek-avsnittet "The Joy Machine" av Theodore Sturgeon.

## Utmärkelser
- 1976 Science Fiction Research Association Pilgrim Award för sin livsgärning inom science fiction-forskning
- 1976 World Science Fiction Convention Special Award for Alternate Worlds
- 1983 Hugo Award for Isaac Asimov: The Foundations of Science Fiction
- 1992 Eaton Award för sin livsgärning
- 2007 Nebula Awards Damon Knight Memorial Grand Master Award för sin livsgärning inom science fiction